# Galatella cretica
Galatella cretica ist eine Pflanzenart aus der Gattung Galatella in der Familie der Korbblütler (Asteraceae).

## Merkmale
Galatella cretica ist ein ausdauernder Schaft-Hemikryptophyt, der Wuchshöhen von 15 bis 40 Zentimetern erreicht. Der Stängel ist spinnwebig-flockig. Die Blätter sind sitzend, lineal-lanzettlich, einnervig, steif, stachelspitzig und nicht fleischig. Die Köpfchen sind paarweise oder zu wenigen angeordnet. Zungenblüten sind nicht vorhanden. Die inneren Hüllblätter sind spitzlich bis zugespitzt.
Die Blütezeit reicht von Oktober bis Dezember, selten bis Januar.
Die Chromosomenzahl beträgt 2n = 18.

## Vorkommen
Galatella cretica kommt im Südosten der Kardägäis vor. Ihr Verbreitungsgebiet umfasst die Türkei, Kreta und die Ägäis. Die Art wächst in Felsspalten und Phrygana.

## Taxonomie
Synonyme für Galatella cretica Gand. sind Aster creticus (Gand.) Rech. f. und Crinitaria cretica (Gand.) Soják.